# Anthomyia mimetica
Anthomyia mimetica är en tvåvingeart som först beskrevs av Malloch 1918.  Anthomyia mimetica ingår i släktet Anthomyia och familjen blomsterflugor. Arten är reproducerande i Sverige. Inga underarter finns listade i Catalogue of Life.